# Alberto Valmaggia
Alberto Valmaggia (Cuneo, 17 gennaio 1959) è un politico italiano.

## Biografia
Alberto Valmaggia nasce a Cuneo il 17 gennaio 1959, quarto di una famiglia di sei figli.
La famiglia paterna ha origini dalla Vallemaggia, una zona di montagna del Canton Ticino, a nord di Locarno. Suo nonno materno è invece Antonio Toselli (1884-1954), ingegnere, primo sindaco eletto di Cuneo nel 1946 e senatore della Repubblica, dal 1948 al 1954, per la Democrazia Cristiana. 
Nella sua formazione influisce certamente la figura paterna, Angelo Valmaggia (1920-2010), ingegnere capo della Provincia di Cuneo, assessore del comune di Cuneo, impegnato nel volontariato ed associazionismo cattolico, appassionato di montagna e presidente della Associazione Giovane Montagna – sezione di Cuneo.
Alberto Valmaggia è sposato e ha due figlie. 
Ha svolto gli studi a Cuneo fino al Liceo Scientifico “Peano". Laureato in Scienze Agrarie all'Università degli Studi di Torino, agronomo e professore in varie scuole della Provincia ed infine all'Istituto Tecnico per Geometri di Cuneo fino al 1998, prima di iniziare l'attività politico-amministrativa a tempo pieno nel capoluogo della "Granda".

### Sindaco di Cuneo
Dal 1995 al 1998: consigliere comunale di Cuneo con la lista civica "Cuneo Solidale".
Dal 1998 al 2002: rieletto con la stessa lista è diventato vicesindaco e assessore per i Servizi Socio-Educativi del Comune di Cuneo.
Dal 2002 al 2007: eletto, al secondo turno, sindaco del Comune di Cuneo con la coalizione di centrosinistra.
Dal 2007 al 2012: rieletto, al primo turno (50,98% dei consensi) primo cittadino del Comune di Cuneo con la coalizione di centrosinistra. Inoltre, durante lo stesso mandato, ha ricoperto l’incarico di assessore per l’Urbanistica.
Nel maggio 2012 eletto consigliere comunale di Cuneo nella lista civica "I Democratici" che, insieme ad altri, ha fondato e promosso, contribuendo al successo del sindaco e suo successore Federico Borgna. Si dimette da consigliere comunale nel settembre 2014.

### Consigliere e assessore regionale
Il 27 maggio 2014 viene eletto Consigliere regionale nella lista “Chiamparino per il Piemonte" con 7037 preferenze (il più votato in provincia tra tutte le liste), compagine civica formata da diversi Sindaci ed amministratori. 
A giugno 2014 viene nominato assessore e riceve le seguenti deleghe: ambiente, urbanistica, programmazione territoriale e paesaggistica, sviluppo della montagna, foreste, parchi, protezione civile.
Nel novembre 2014, con gli altri componenti della lista "Chiamparino per il Piemonte" fonda l'Associazione Monviso in movimento e si impegna per costruire una rete civica, ancorata nel centrosinistra, tra amministratori che non si riconoscono nei partiti tradizionali.